# 貞登
貞登（日语：／ Sada no Minoru/Sada no Noboru，？—？）是日本平安時代前期貴族，父親是仁明天皇。官位為正五位下備中守。

## 生涯
承和年間初期（835年左右），貞登被父親仁明天皇賜姓源朝臣而臣籍降下。承和12年（845年），貞登的生母三國町懷疑與藤原有貞通姦而被褫奪更衣身份，貞登也被逼出家，改稱法號深寂。嘉祥年間後期（851年左右），貞登獲其兄長文德天皇賜予時服和月料，並且在文德天皇抱恙期間，與時康親王（後來的光孝天皇）一同負責在藥中試毒。然而，由於貞登是出家人，因此文德天皇死後無法分得其任何財產。
其後，貞登需要過著一般人的生活，亦有生兒育女，但是身份仍然是僧侶，無籍貫的同時亦未能出仕於朝廷，生活相當拮据。對此，在貞觀8年（866年），貞登的兄弟時康親王與本康親王等向朝廷上奏，讓貞登還俗以及恢復本姓，並且獲得批准，可是由於按照嵯峨上皇的遺言，生母有過失之人無法成為源氏，因此貞登無法恢復源朝臣姓，只能冠以貞朝臣登的姓名，並且升至正六位上，籍貫則獲分配為右京一條之一坊（現京都府京都市右京區）
貞觀9年（867年），貞登叙爵，升至從五位下、貞觀19年（877年）升至從五位上、元慶9年（885年）出任備中守。宇多天皇在位期間的寬平6年（894年），貞登升至正五位下，但是死亡日期則沒有文獻記載。
與此同時，貞登作為勅撰歌人，有一首和歌收錄於《古今和歌集》。